# 히가시요시노촌
히가시요시노촌(일본어: 東吉野村)은 일본 나라현 동부에 있는 요시노군의 촌이다.

## 지리
다이코 산맥의 북변, 다카미산의 서쪽에 위치한다. 이세 가도를 중심으로 발전해 왔다.

## 역사
- 1889년 4월 1일 - 오가와촌, 다카미촌, 시고촌이 성립하였다.
- 1958년 3월 1일 - 오가와촌, 다카미촌, 시고촌 등 3개 촌이 합병해 히가시요시노촌이 성립하였다.

## 교통

### 도로
- 국도 제166호선 (일본)(일본어판)